# Elias Koteas
 (avril 2019).
Si vous disposez d'ouvrages ou d'articles de référence ou si vous connaissez des sites web de qualité traitant du thème abordé ici, merci de compléter l'article en donnant les références utiles à sa vérifiabilité et en les liant à la section « Notes et références ».
Elias Koteas est un acteur canadien, né le 11 mars 1961 à Montréal (Québec).

## Biographie
Elias Koteas est né le 11 mars 1961 à Montréal, au Canada. Ses deux parents sont d'origine grecque. Il fréquente le Cégep Vanier à Montréal avant de le quitter pour l'Académie américaine des arts dramatiques à New York en 1981, dont il est diplômé. Il a également fréquenté l'Actors Studio à New York, où il a étudié le théâtre sous la direction d'Ellen Burstyn et Peter Masterson.
Ses débuts au cinéma sont dans Un drôle de Noël (1985). Il est également apparu sur scène dans Le Baiser de la femme araignée, La mort d'un vendeur, Bent[Lequel ?] et The Cherry Orchard. En 1989, il est nommé pour le prix Génie (Prix de l'Académie du Canada) du meilleur acteur pour Malarek (1988), une histoire vraie dans laquelle il incarne un journaliste troublé devenu enfant de la rue pour un journal canadien. Il joue en 1990 le rôle du justicier Casey Jones dans Les Tortues Ninja (1990) et ses suites. Il est l'un des acteurs les plus populaires au Canada[réf. nécessaire] et apparaît souvent dans des films des réalisateurs canadiens Atom Egoyan et David Cronenberg. En 2000, il apparait dans Les Âmes perdues (2000), un thriller mettant en vedette Winona Ryder, et joue à Broadway avec Josh Brolin dans la pièce de Sam Shepard True West.

## Filmographie

### Cinéma
- 1985 : Un drôle de Noël (One Magic Christmas) : Eddie
- 1987 : La Vie à l'envers (Some Kind of Wonderful) de Howard Deutch: Duncan
- 1987 : Jardins de pierre de Francis Ford Coppola : Pete Deveber
- 1988 : Tucker (Tucker: The Man and His Dream) de Francis Ford Coppola: Alex Tremulis
- 1988 : Full Moon in Blue Water : Jimmy
- 1989 : Malarek : Victor Malarek
- 1989 : Friends, Lovers, & Lunatics : Davey
- 1989 : Blood Red : Silvio
- 1990 : Les Tortues ninja (Teenage Mutant Ninja Turtles) : Casey Jones
- 1990 : Backstreet Dreams : Wizard
- 1990 : La Maison des otages (Desperate Hours) de Michael Cimino : Wally Bosworth
- 1990 : Allô maman, c'est encore moi (Look Who's Talking Too) : Stuart
- 1990 : Un ange... ou presque (Almost an Angel) : Steve Garner
- 1991 : The Adjuster : Noah Render
- 1992 : Contact : Mohannan
- 1992 : Chain of Desire : Jesus
- 1993 : Glass Shadow (Cyborg 2) : Colson 'Colt' Ricks
- 1993 : Les Tortues Ninja 3 (Teenage Mutant Ninja Turtles III) : Casey Jones / Whit
- 1994 : Exotica : Eric
- 1994 : Camilla : Vincent Lopez
- 1995 : Abus de confiance (Power of Attorney) : Paul Dellacroce
- 1995 : The Prophecy : Thomas Daggett
- 1996 : Crash : Vaughan
- 1996 : Hit Me : Sonny Rose
- 1997 : Bienvenue à Gattaca (Gattaca) : Antonio Freeman
- 1998 : Divorce: A Contemporary Western : Matt
- 1998 : Le Témoin du Mal (Fallen) de Gregory Hoblit : Edgar Reese
- 1998 : Un élève doué (Apt pupil) : Archie
- 1998 : D'une vie à l'autre (Living Out Loud) : The Kisser
- 1998 : La Ligne rouge (The Thin Red Line) : Captain James « Bugger » Staros
- 2000 : Dancing at the Blue Iguana de Michael Radford : Sully
- 2000 : Harrison's Flowers de Élie Chouraqui : Yeager Pollack
- 2000 : Les Âmes perdues (Lost Souls) de Janusz Kamiński : John Townsend
- 2001 : Novocaïne (Novocaine) de David Atkins : Harlan Sangster
- 2002 : Dommage collatéral (Collateral Damage) de Andrew Davis : Peter Brandt
- 2002 : Ararat de Atom Egoyan : Ali, acteur jouant Jevdet Bey
- 2002 : Simone de Andrew Niccol : Hank Alano
- 2005 : Prisoner : Jailer
- 2005 : Un parcours de légende (The Greatest Game Ever Played) : Arthur Ouimet
- 2005 : The Big Empty : Le Spécialiste
- 2006 : Skinwalkers de James Isaac : Jonas
- 2007 : Shooter, tireur d'élite : Jack Payne
- 2007 : Zodiac de David Fincher : Sgt Jack Mulanax
- 2007 : La Fille dans le parc (The Girl in the Park) de David Auburn
- 2008 : Two Lovers de James Gray : Ronald Blatte
- 2009 : Le Dernier Rite (The Haunting in Connecticut) : Révérend Popescu
- 2009 : L'Étrange Histoire de Benjamin Button de David Fincher : Monsieur Gâteau
- 2009 : Je viens avec la pluie de Tran Anh Hung : Hasford
- 2010 : Shutter Island de Martin Scorsese : Andrew Laeddis (le faux)
- 2010 : Defendor de Peter Stebbings : Chuck Dooney
- 2010 : Phénomènes paranormaux : Abel Campos
- 2010 : The Killer Inside Me de Michael Winterbottom : Joe Rothman
- 2010 : My Own Love Song de Olivier Dahan : Dean
- 2010 : Die, le châtiment (Die) : Mark Murdock
- 2010 : Laisse-moi entrer de Matt Reeves : Le policier
- 2011 : Unforgettable de Ed Redlich et John Bellucci : Sam Rhodes
- 2011 : Dream House de Jim Sheridan : Boyce
- 2011 : 3 Backyards (en) de Eric Mendelsohn : John
- 2011 : Le Joyeux Noël d'Harold et Kumar (A Very Harold & Kumar 3D Christmas) de Todd Strauss-Schulson : Sergei Katsov
- 2013 : Les Trois Crimes de West Memphis d'Atom Egoyan : Jerry Driver
- 2013 : Insaisissables (Now You See Me) de Louis Leterrier : Lionel Shrike (non crédité)
- 2013 : The Last Days on Mars de Ruairi Robinson : Charles Brunel
- 2017 : My Days of Mercy de Tali Shalom-Ezer : Simon

### Télévision
- 1985 : Private Sessions : Johnny O'Reilly
- 1988 : Onassis, l'homme le plus riche du monde (Onassis: The Richest Man in the World) : Aristotle Onassis jeune
- 1992 : The Habitation of Dragons : Wally Smith
- 1995 : Quitte ou double (Sugartime) : Butch Blasi
- 2001 : Mort préméditée (Shot in the Heart) : Gary Gilmore
- 2002 : The Sopranos (Intervention amicale) : Dominic Palladino
- 2004 : Traffic : Mike McKay
- 2006 : Dr House de David Shore : Jack Moriarty
- 2011 : Médecins de combat : Colonel Xavier Marks
- 2013 : The Killing : Lt. James Skinner
- 2014-2018 : Chicago P.D. de Dick Wolf : Détective Alvin Olinsky (invité saison 11, épisode 13)
- 2017-2018 : Chicago Fire de Dick Wolf : Détective Alvin Olinsky
- 2021 : Goliath saison 4 : Tom True

## Voix françaises
| - Christian Gonon dans : (les séries télévisées) - Chicago Fire - Chicago Police Department - Chicago Med - Chicago Justice - Goliath - Renaud Marx dans : - La Maison des otages - Les Tortues Ninja 3 - Conviction (série télévisée) - Les Experts : Manhattan (série télévisée) - Philippe Vincent dans : - Les Tortues Ninja - Bienvenue à Gattaca - The Prophecy - Éric Legrand dans : - Jardins de pierre - Tucker - Jérôme Keen dans : - Hit Me - Harrison's Flowers - Gérard Rinaldi dans : - Les Soprano (série télévisée) - Laisse-moi entrer - Jean-Luc Kayser dans : - Phénomènes paranormaux - Unforgettable (série télévisée) | Et aussi - Lionel Henry dans Allô maman, c'est encore moi - Bruno Dubernat dans Cyborg 2: Glass Shadow - Emmanuel Karsen dans Le Témoin du Mal - Bernard-Pierre Donnadieu dans Crash - Marc Alfos dans Un élève doué - Gabriel Le Doze dans La Ligne rouge - Mathieu Buscatto dans Les Ames perdues - Cyrille Monge dans Dommage collatéral - Lionel Tua dans Skinwalkers - Bernard Bollet dans Dr House (série télévisée) - Patrice Baudrier dans Zodiac - Pierre-François Pistorio dans Two Lovers - Marc Saez dans Shooter, tireur d'élite - Jean-François Pagès dans L'Étrange Histoire de Benjamin Button - Pascal Germain dans Defendor - Serge Biavan dans The Killer Inside Me - Julien Kramer dans Die, le châtiment - Dominique Collignon-Maurin dans My Own Love Song - Christian Visine dans The Killing (série télévisée) - Marc Weiss dans The Baker (en) |